# Núi Herzl
Núi Herzl (tiếng Do Thái: הר הרצל Har Hertzel), hay còn gọi là Har Hazikaron (tiếng Do Thái: הר הזכרון - "núi tưởng niệm" Har HaZikaron). Tại Israel, núi Herzl được xem là nghĩa trang quốc gia. Nằm ở phía Tây của Jerusalem và được đặt tên theo Theodor Herzl, người sáng lập ra chủ nghĩa phục quốc Do Thái chính trị hiện đại. Mộ của Herzl nằm trên đỉnh đồi. Ngọn núi cao 834 mét so với mực nước biển. Đài tưởng niệm Yad Vashem, tưởng niệm các nạn nhân Holocaust, nằm ở phía Tây của ngọn núi.

## Lịch sử
Từ năm 1948 tại Israel, núi Herzl đã được quyết định là nơi chôn cất lính của quân đội Israel ở phía Bắc. Sau đó, vào năm 1951, tại phía Nam núi Herzl đã được quyết định chôn lãnh đạo của đất nước và đặt chỗ trong một nghĩa trang quốc gia Israel. Một vài năm sau, họ cũng quyết định chôn cảnh sát và lực lượng an ninh khác trong nghĩa trang quân đội quốc gia.
Núi Herzl đã từng là nghĩa trang quốc gia của Israel kể từ năm 1951, theo quyết định của chính phủ để thiết lập một nghĩa trang cho các lãnh đạo và liệt sĩ Israel. Núi Herzl là nơi chôn cất của bốn thủ tướng Israel: Levi Eshkol, Golda Meir, Yitzhak Shamir và Yitzhak Rabin (người được chôn cất bên cạnh vợ Leah). Tổng thống Israel cũng được chôn cất trên núi Herzl, và các nhân vật nổi bật khác như các nhà lãnh đạo Do Thái và các nhà lãnh đạo chủ nghĩa phục quốc Do Thái. Núi Herzl là địa điểm tổ chức nhiều sự kiện kỷ niệm và lễ kỷ niệm quốc gia.

## Nghĩa trang Quốc gia dân sự của Nhà nước Israel (Helkat Gedolei Ha'Uma)
Nghĩa trang chính của Israel đối với các nhà lãnh đạo của đất nước

### Đài tưởng niệm các nạn nhân của khủng bố ở Israel
Đài tưởng niệm các nạn nhân của khủng bố ở Israel từ năm 1851 đến nay

## Nghĩa trang Quốc gia cảnh sát và binh lính
Trung tâm nghĩa trang cho các hậu vệ đã ngã xuống của Israel. Nằm ở phần phía Bắc của núi.

### Ngôi mộ của ngôi mộ cổ
Hang chôn cất của người Do Thái từ ngôi đền thứ 2 phát hiện tại Nghĩa trang Quốc gia năm 1954.

### Garden binh sĩ mất tích
Khu vườn cho những người lính mất tích từ năm 1914 cho đến ngày hôm nay.

### Hal Tưởng niệm Quốc gia
Đài tưởng niệm cho các chiến sĩ vô danh của Israel từ năm 1860 đến nay. Các hội trường mở cửa vào năm 2015 và đài tưởng niệm bên trong.

## Đài tưởng niệm

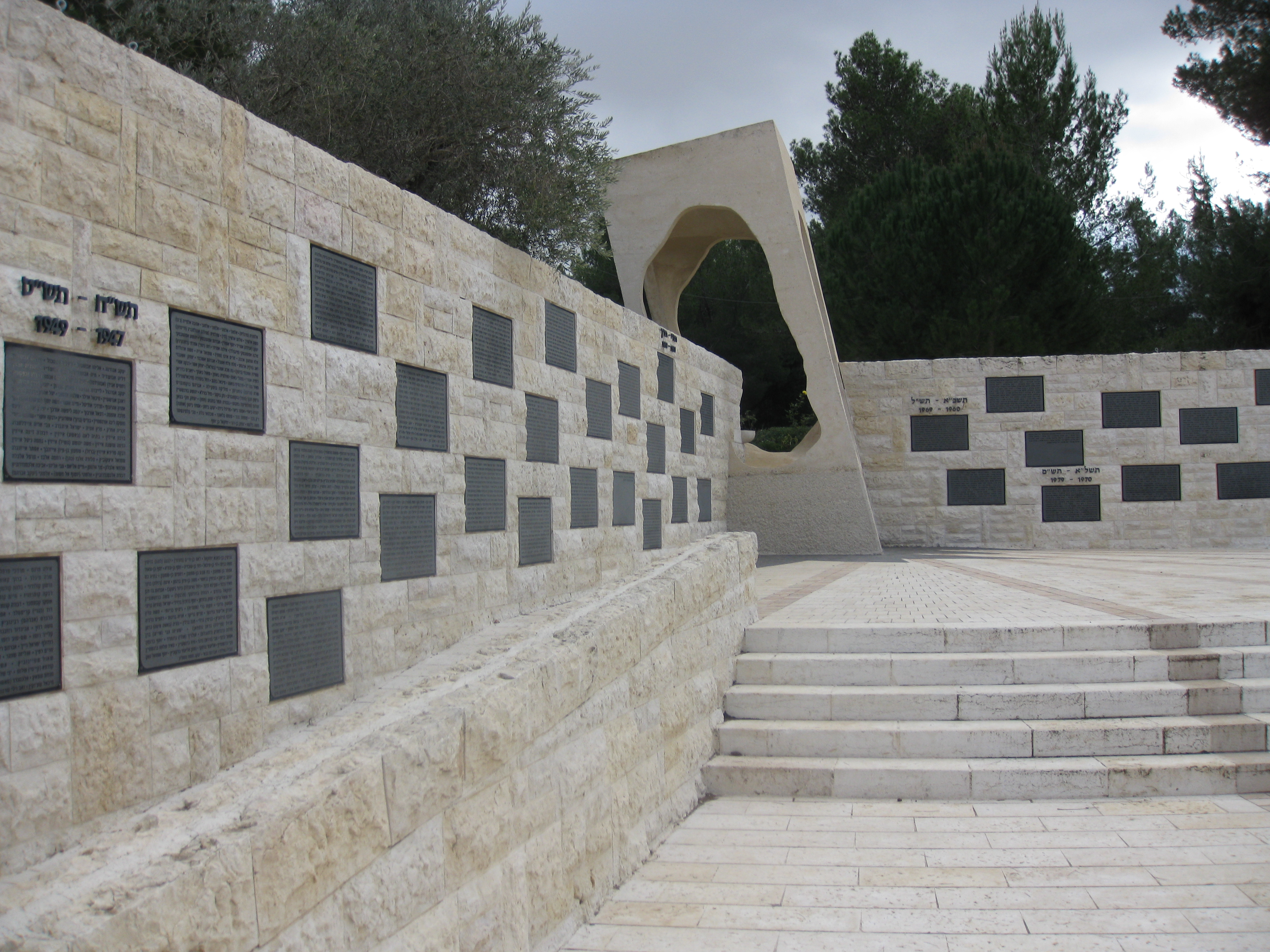
Đài tưởng niệm các nạn nhân của khủng bố ở Israel
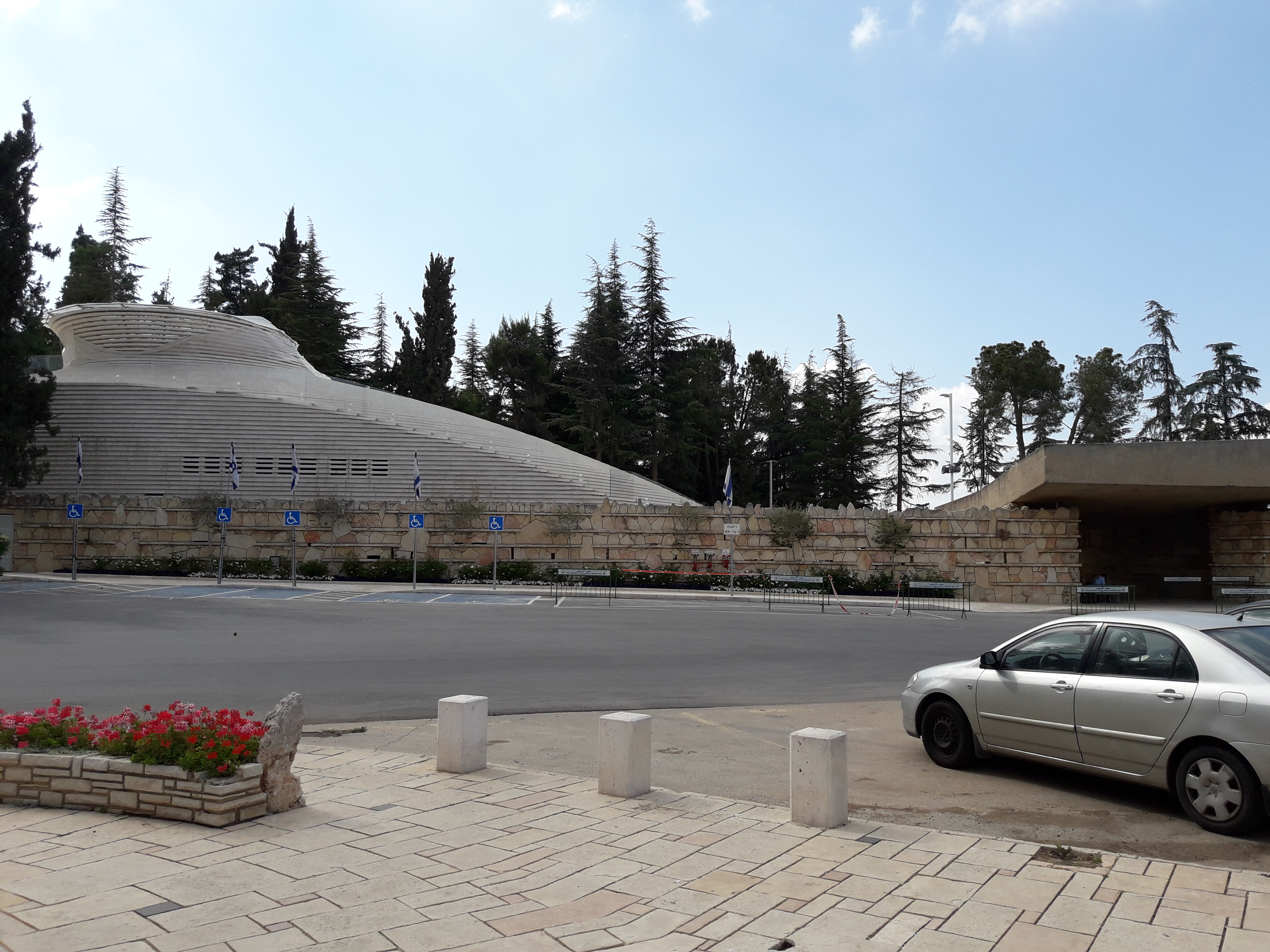
Nhà tưởng niệm quốc gia dành cho những người đã ngã xuống của Israel
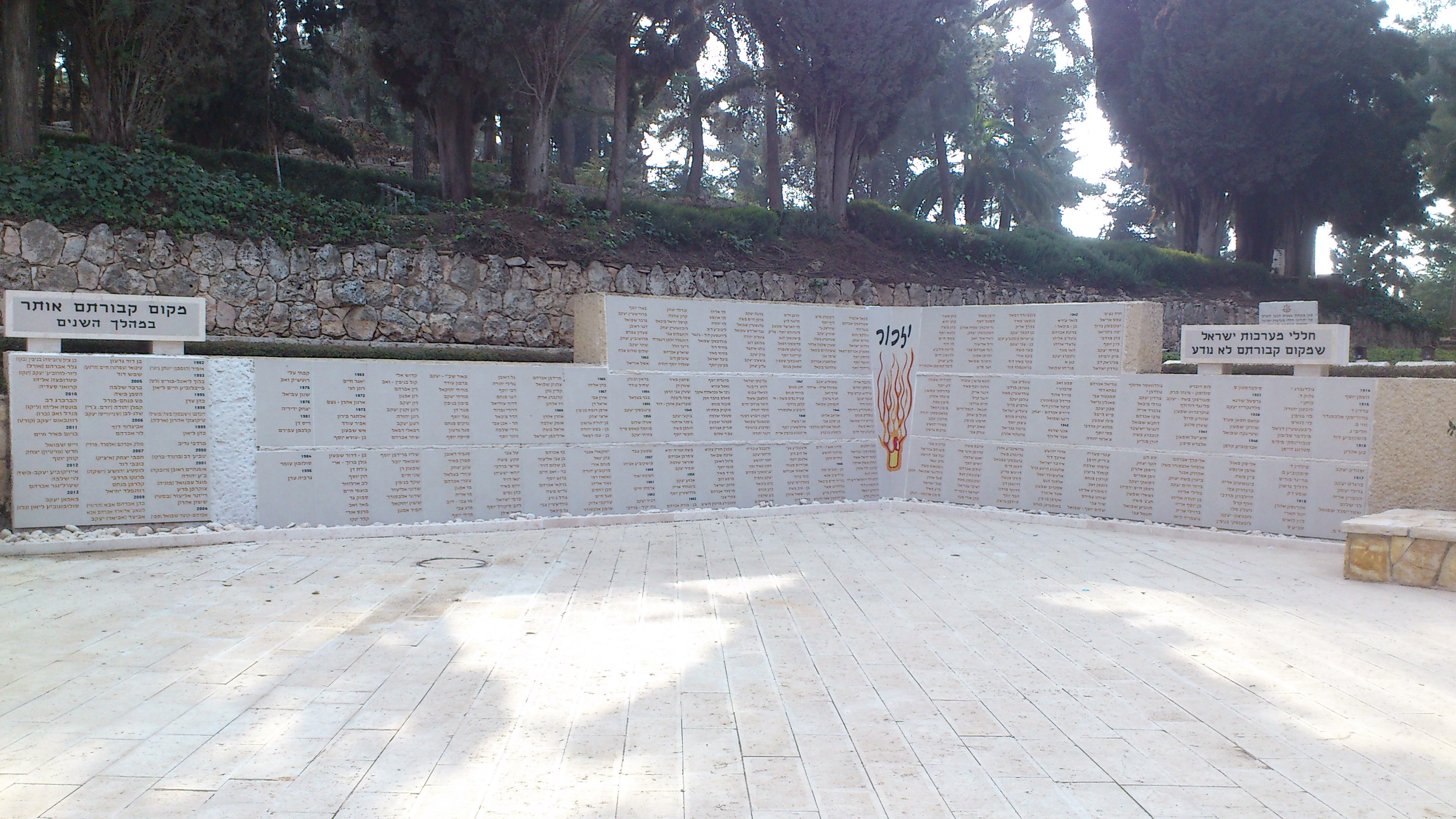
Garden of the Missing in Action
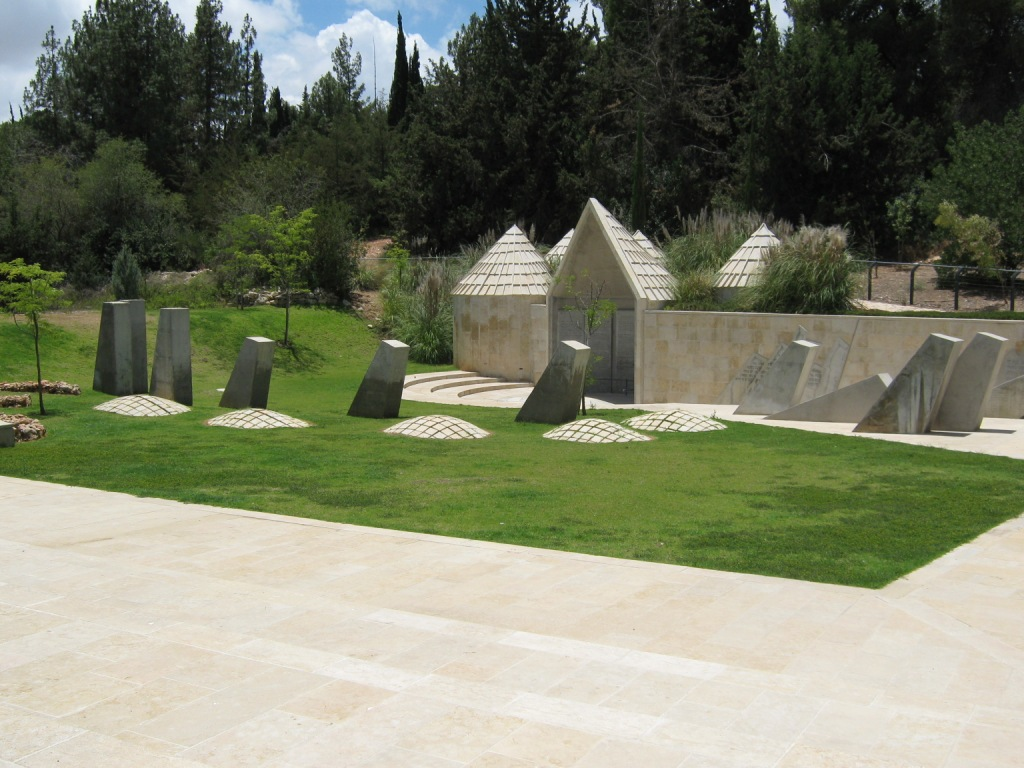
Đài tưởng niệm Ethiopia người Do Thái đã bị giết chết trên đường đến Israel
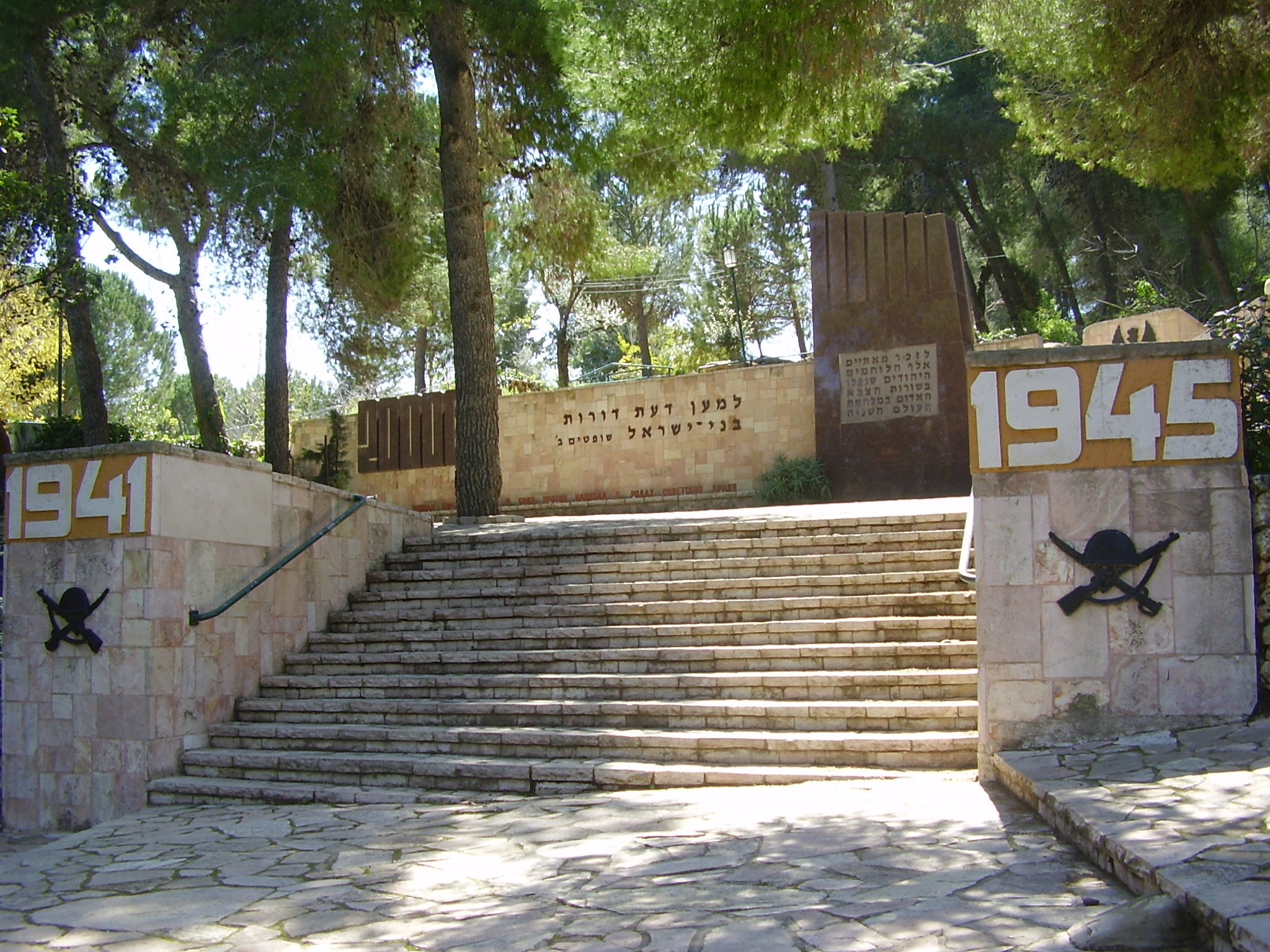
Đài tưởng niệm các binh sĩ Do Thái người đã chiến đấu với quân đội Nga trong Thế chiến II
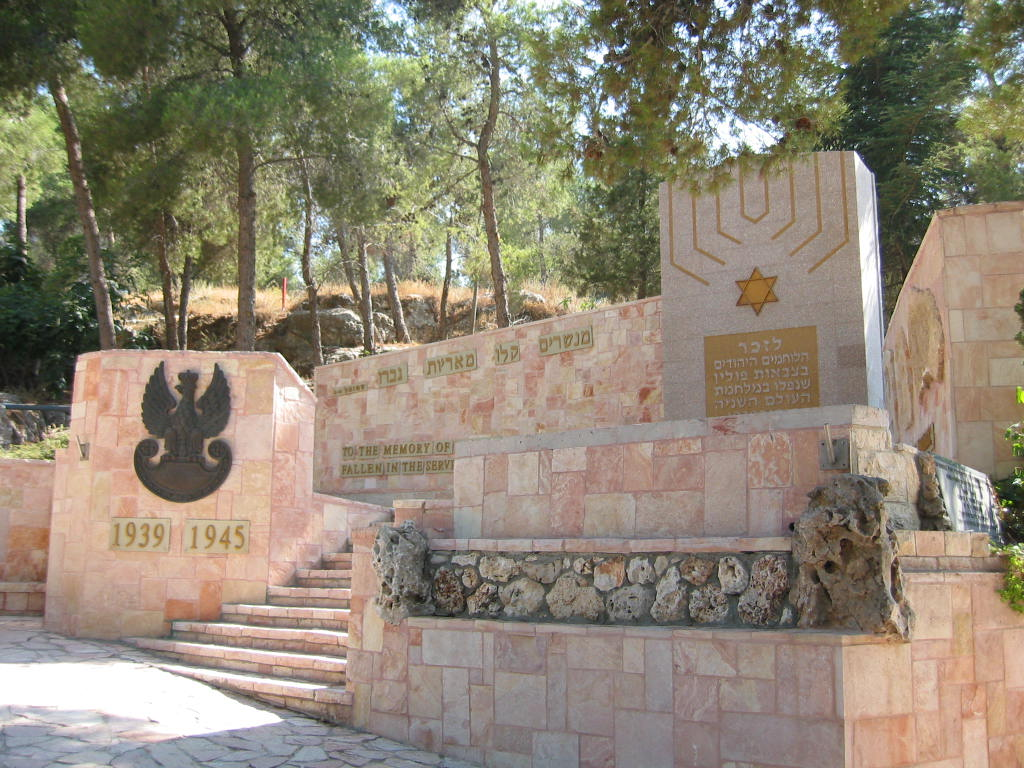
Đài tưởng niệm các binh sĩ Do Thái người đã chiến đấu với quân đội Ba Lan trong Thế chiến II
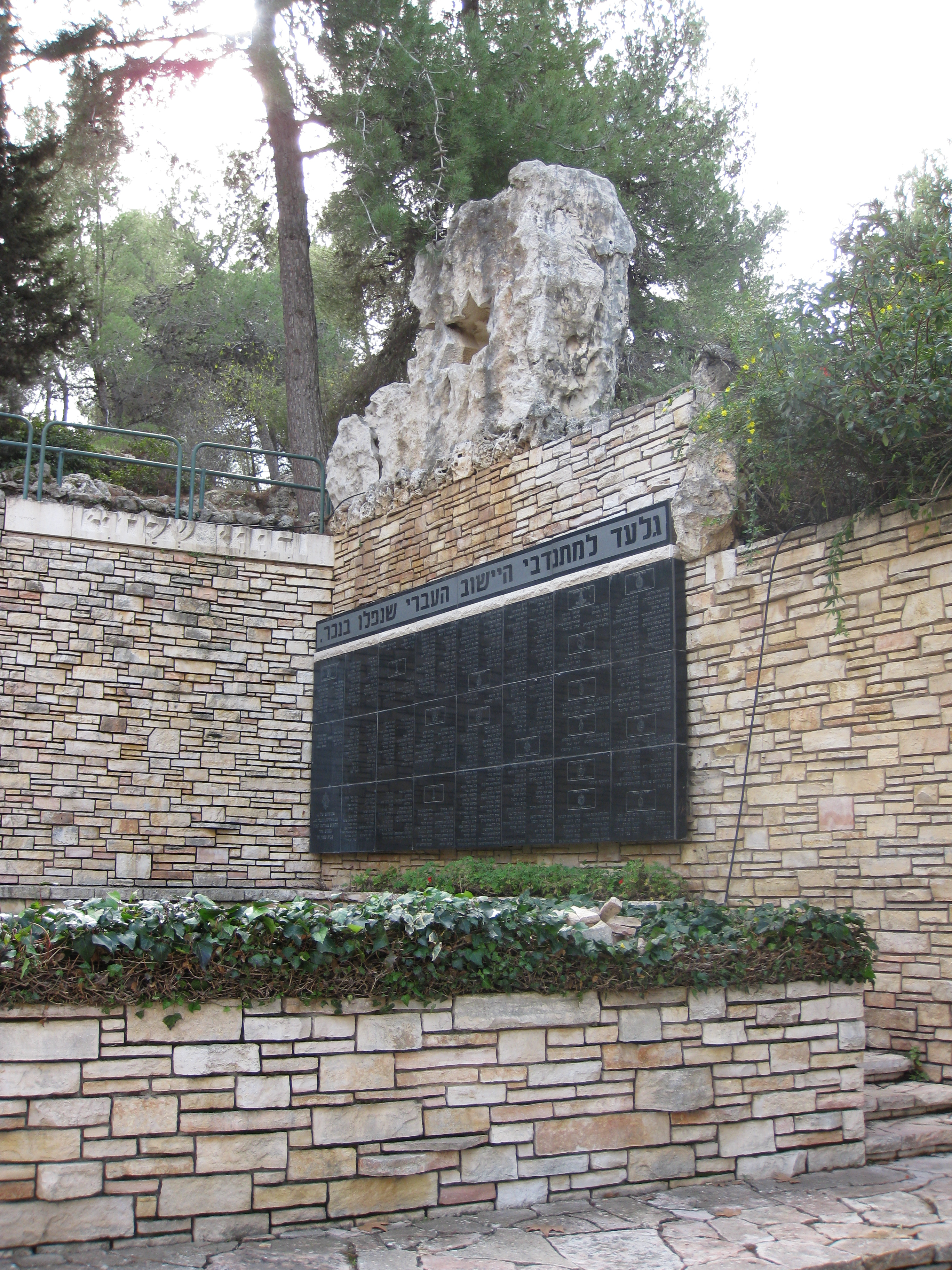
Đài tưởng niệm các binh sĩ Do Thái, người đã chiến đấu với quân đội Anh ở Palestine trong Thế chiến II
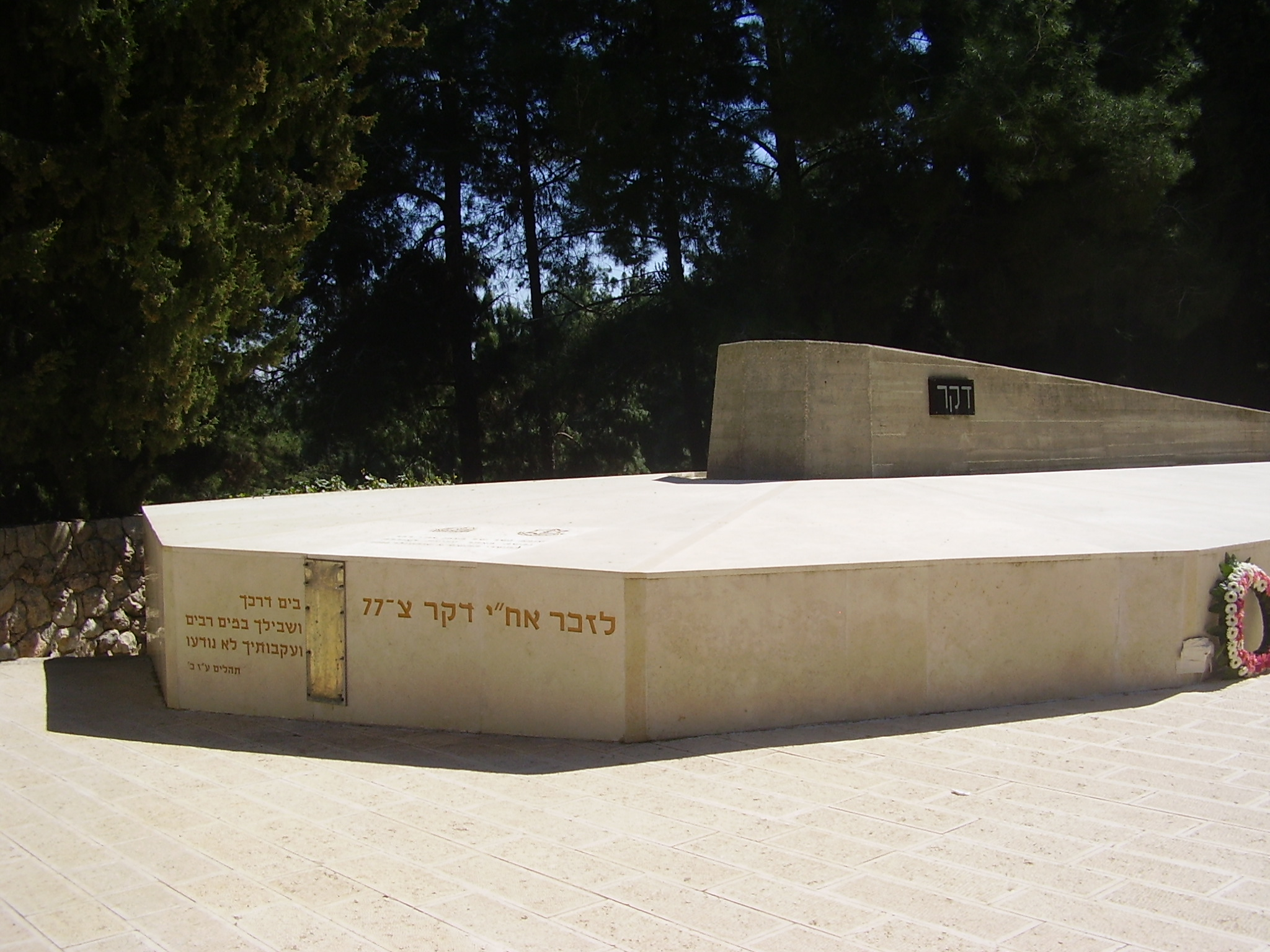
INS Dakar mất thủy thủ tưởng niệm
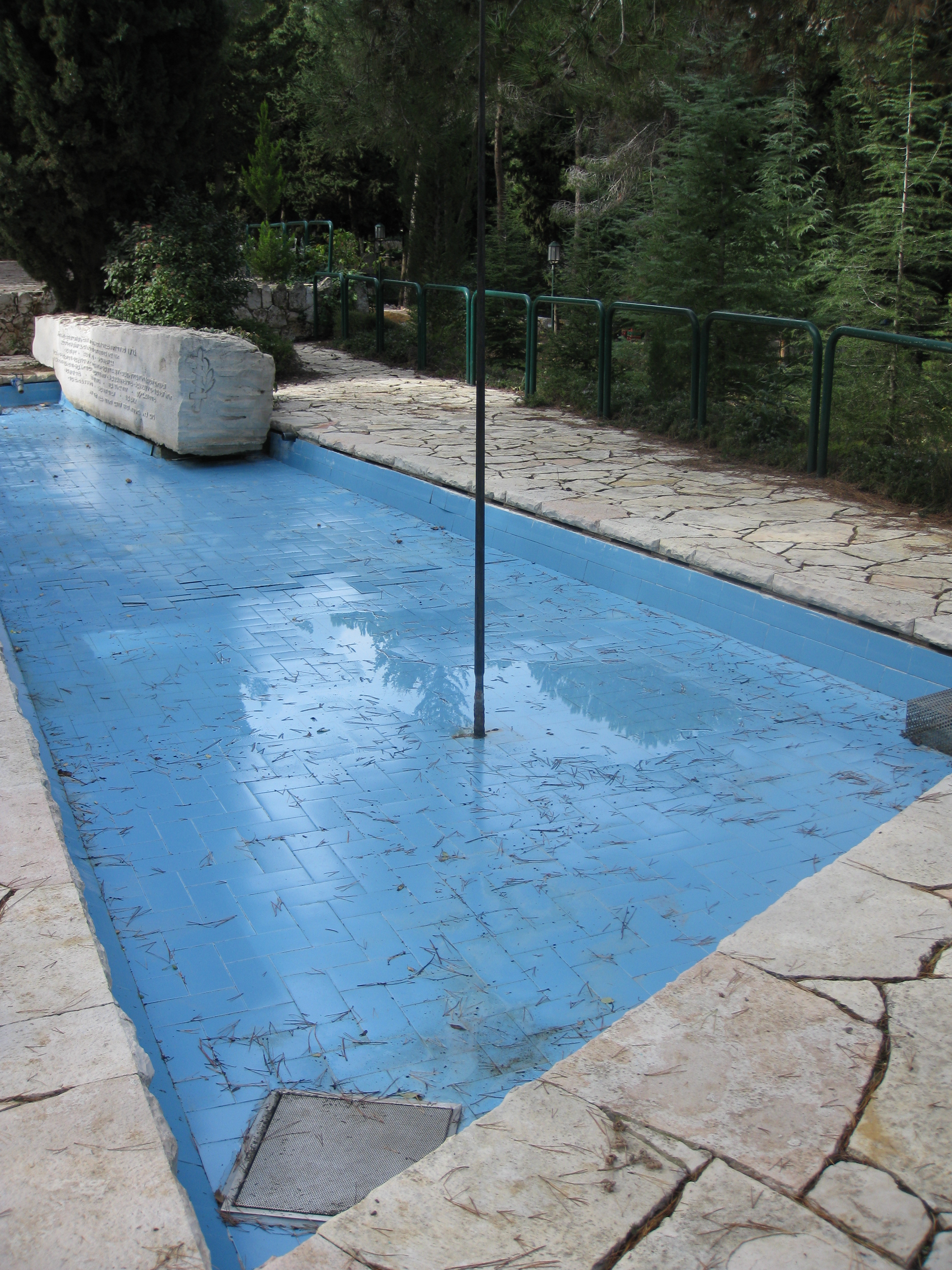
Đài tưởng niệm số 23 Ai Went Down trên biển
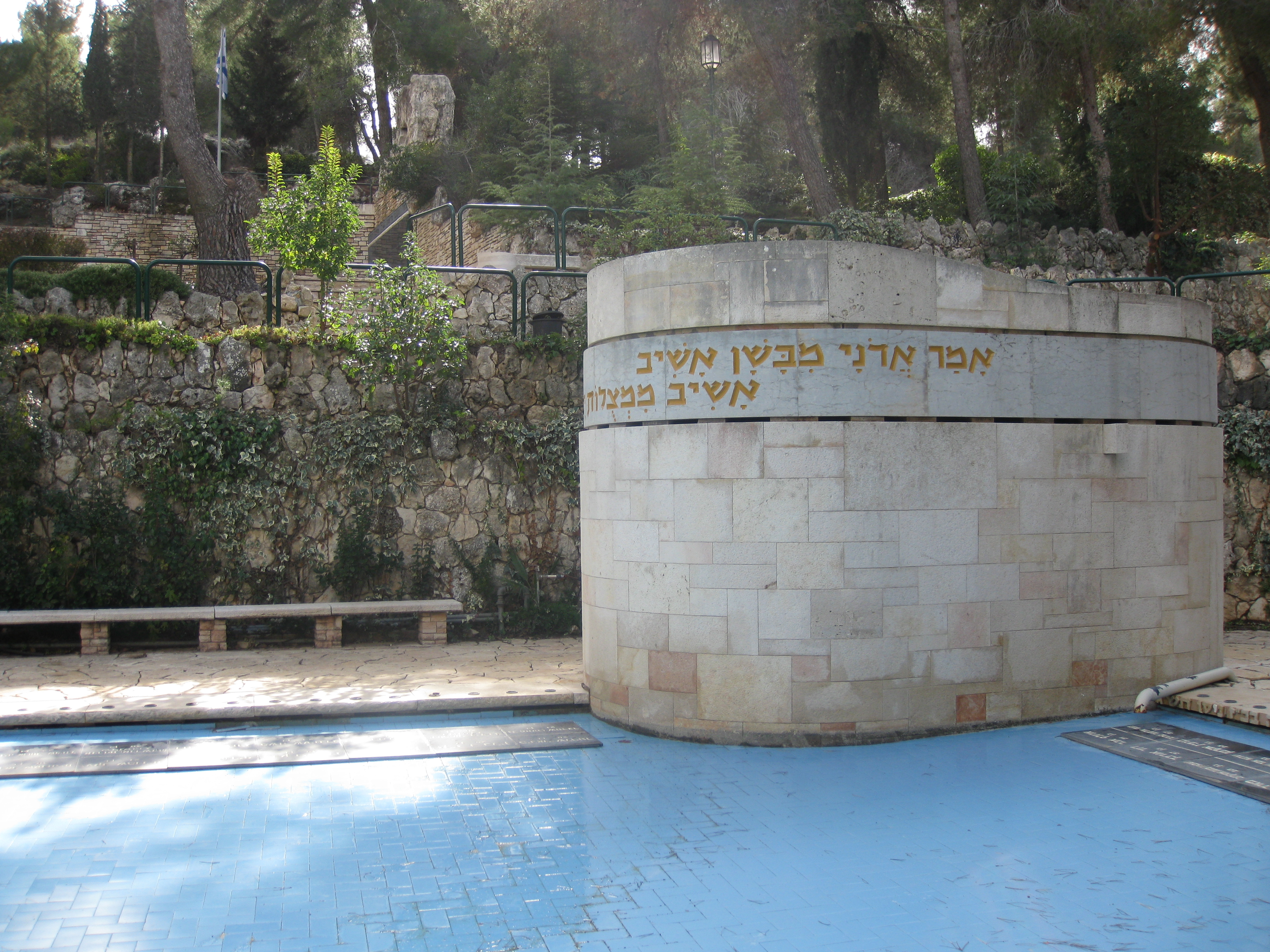
Kỷ niệm các liệt sĩ của các Erinpura SS
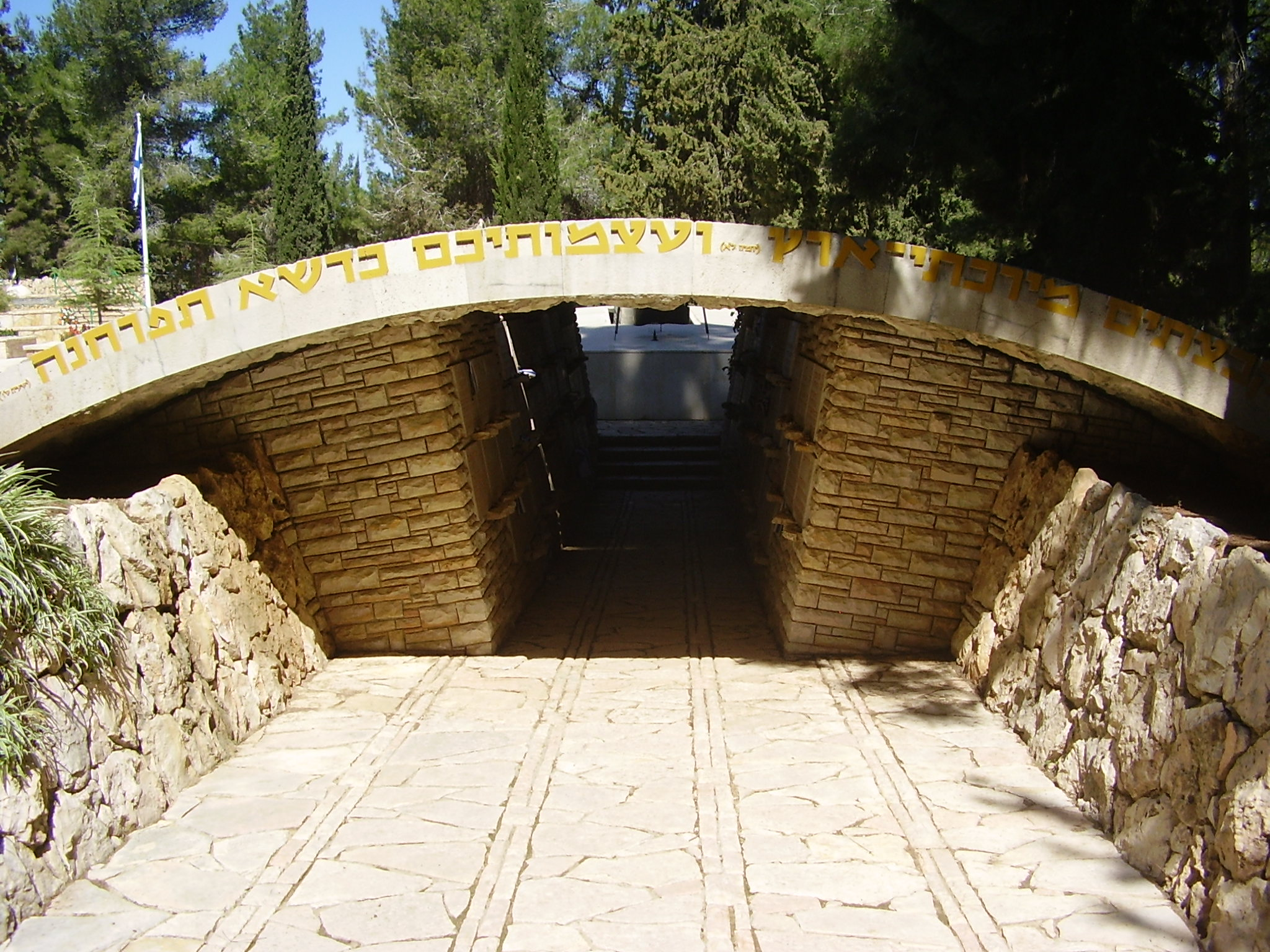
Đài tưởng niệm các cư dân của khu phố Do Thái ở thành phố cổ của Jerusalem đã ngã xuống trong cuộc chiến tranh Ả Rập-Israel 1948
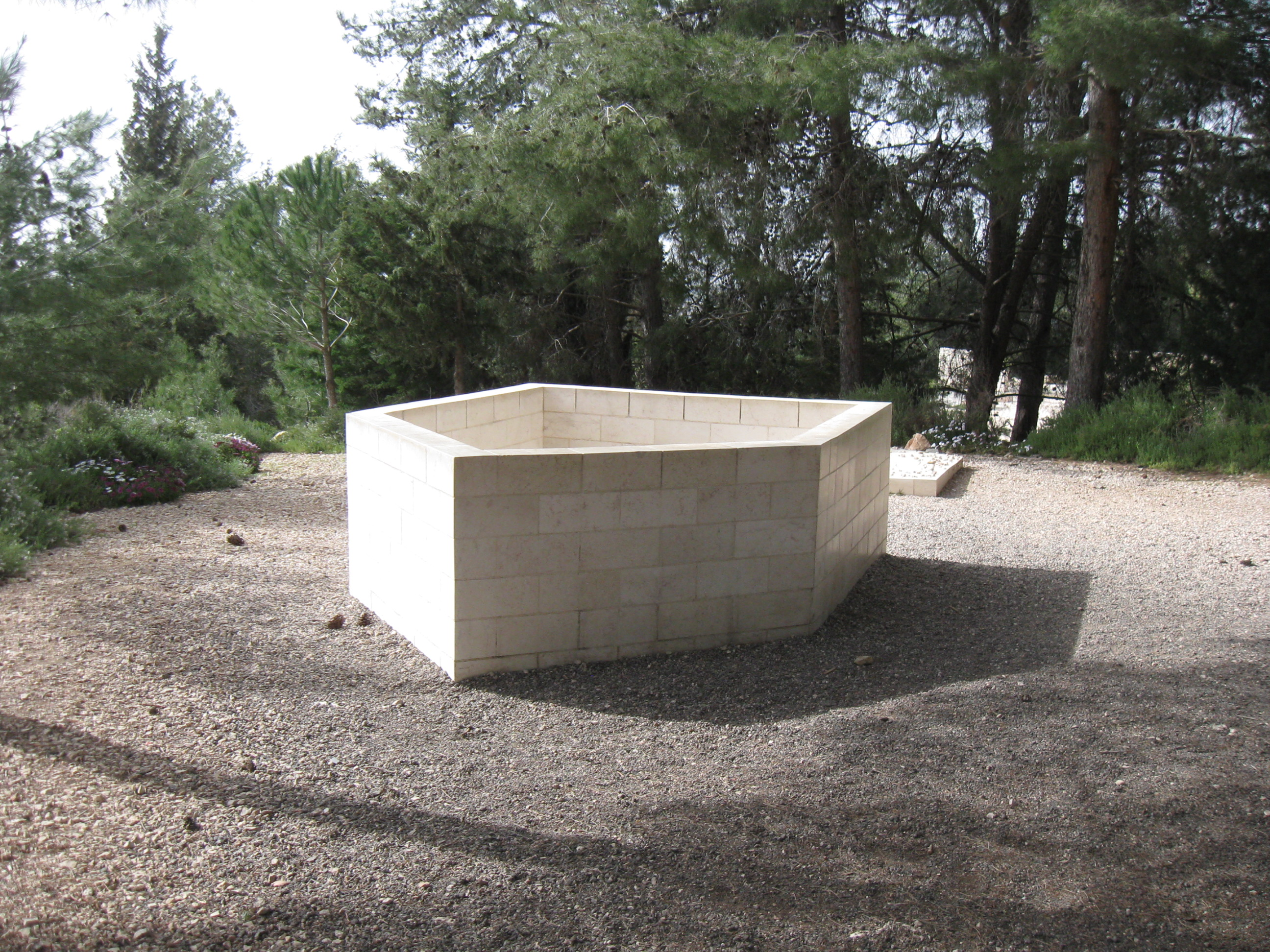
Đài tưởng niệm cho các nạn nhân của Holocaust đã ngã xuống trong cuộc chiến tranh Ả Rập-Israel 1948

## bộ sưu tập

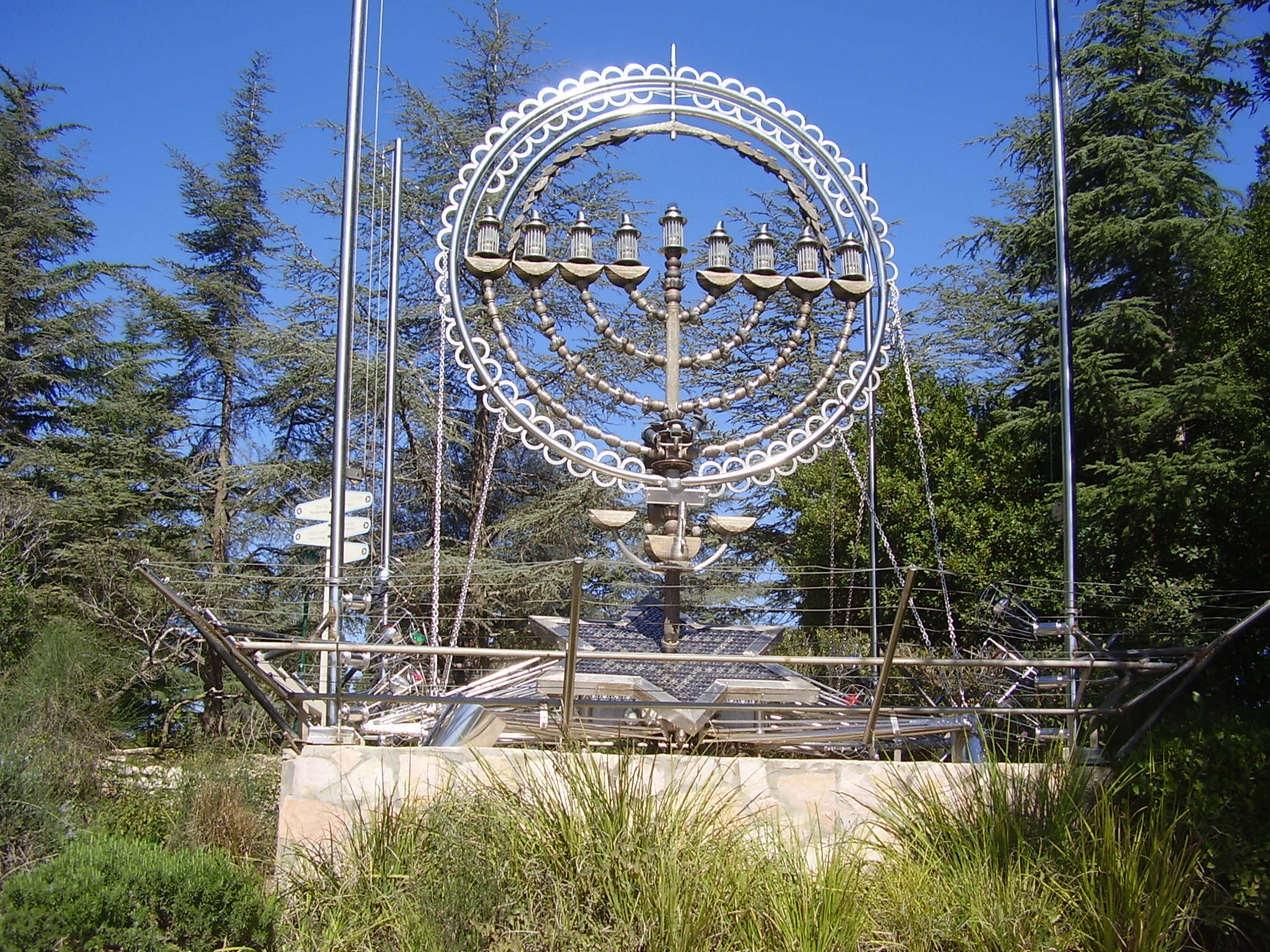
Đền đèn tượng
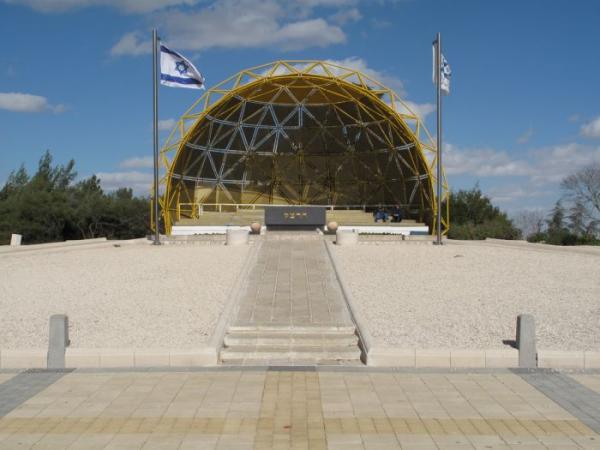
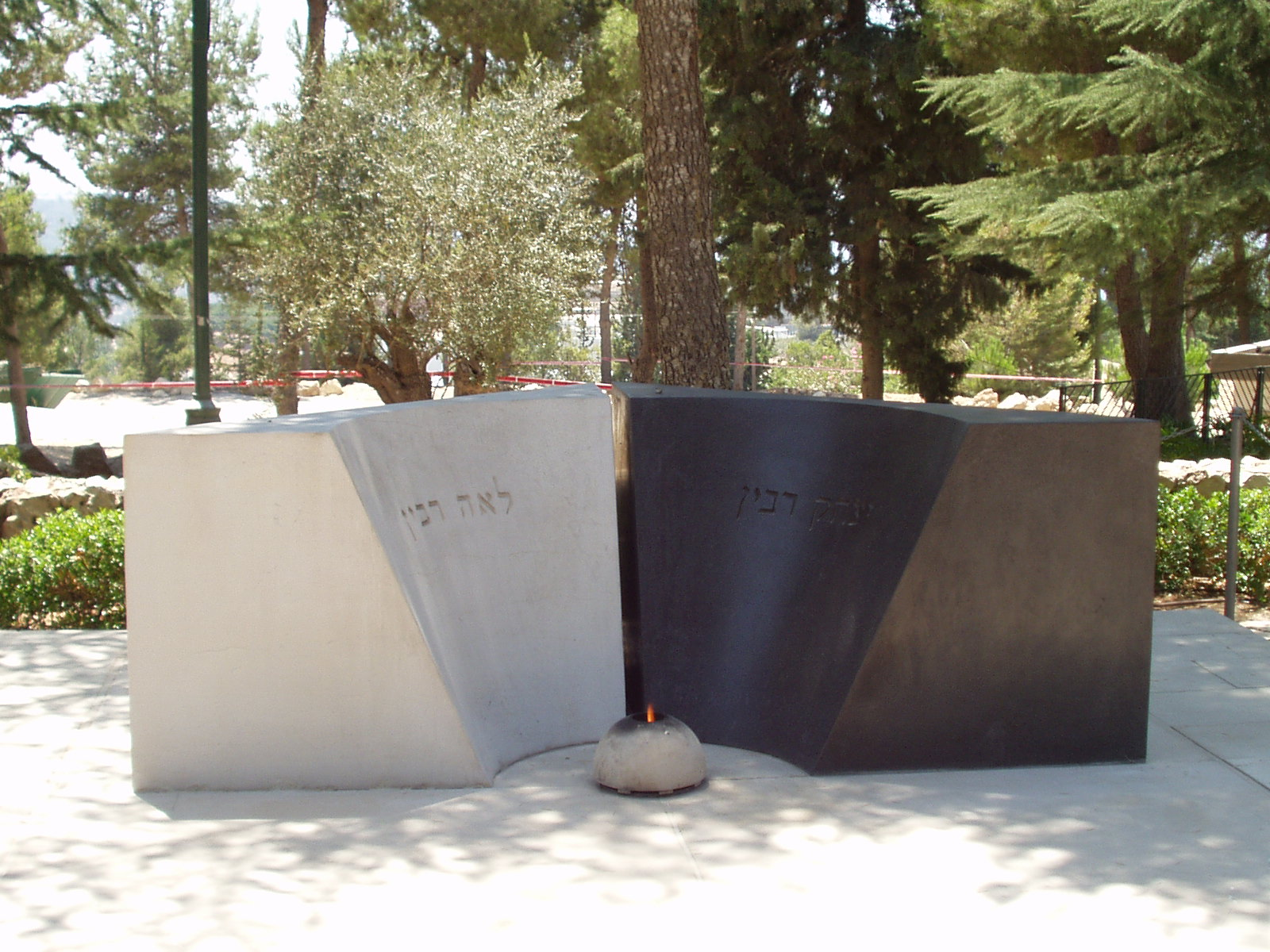
Grave của Yitzhak Rabin
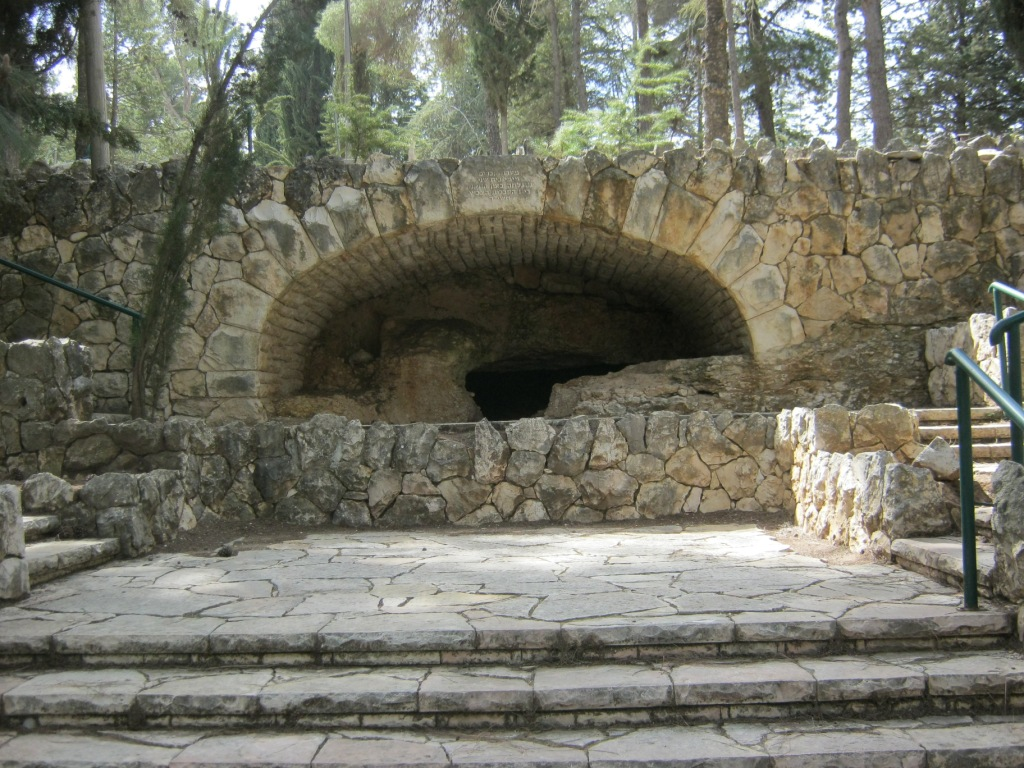
Hang động mai táng cổ đại tấn công ngôi đền thứ 2
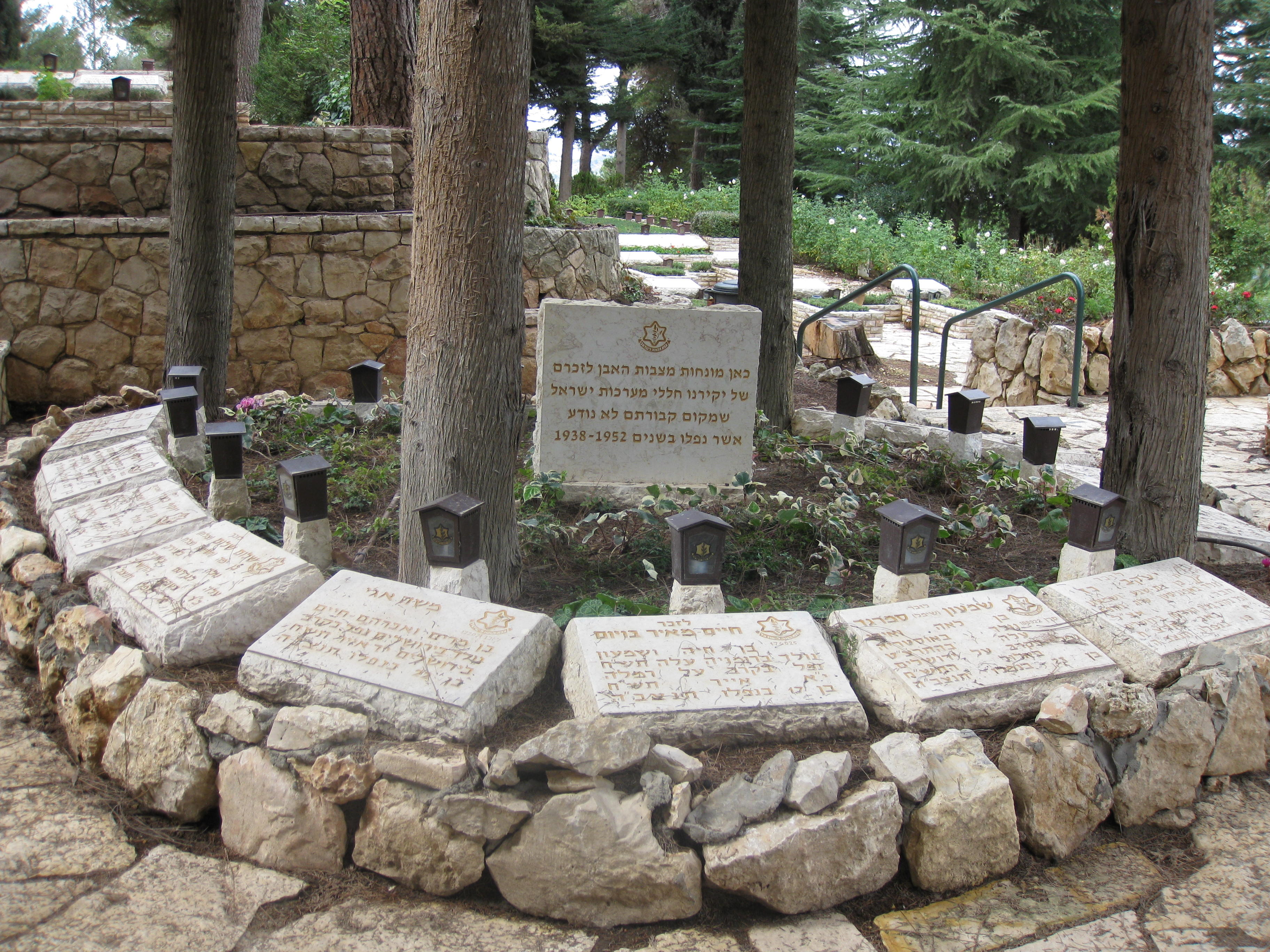
Garden tưởng niệm của người lính mất tích của Israel
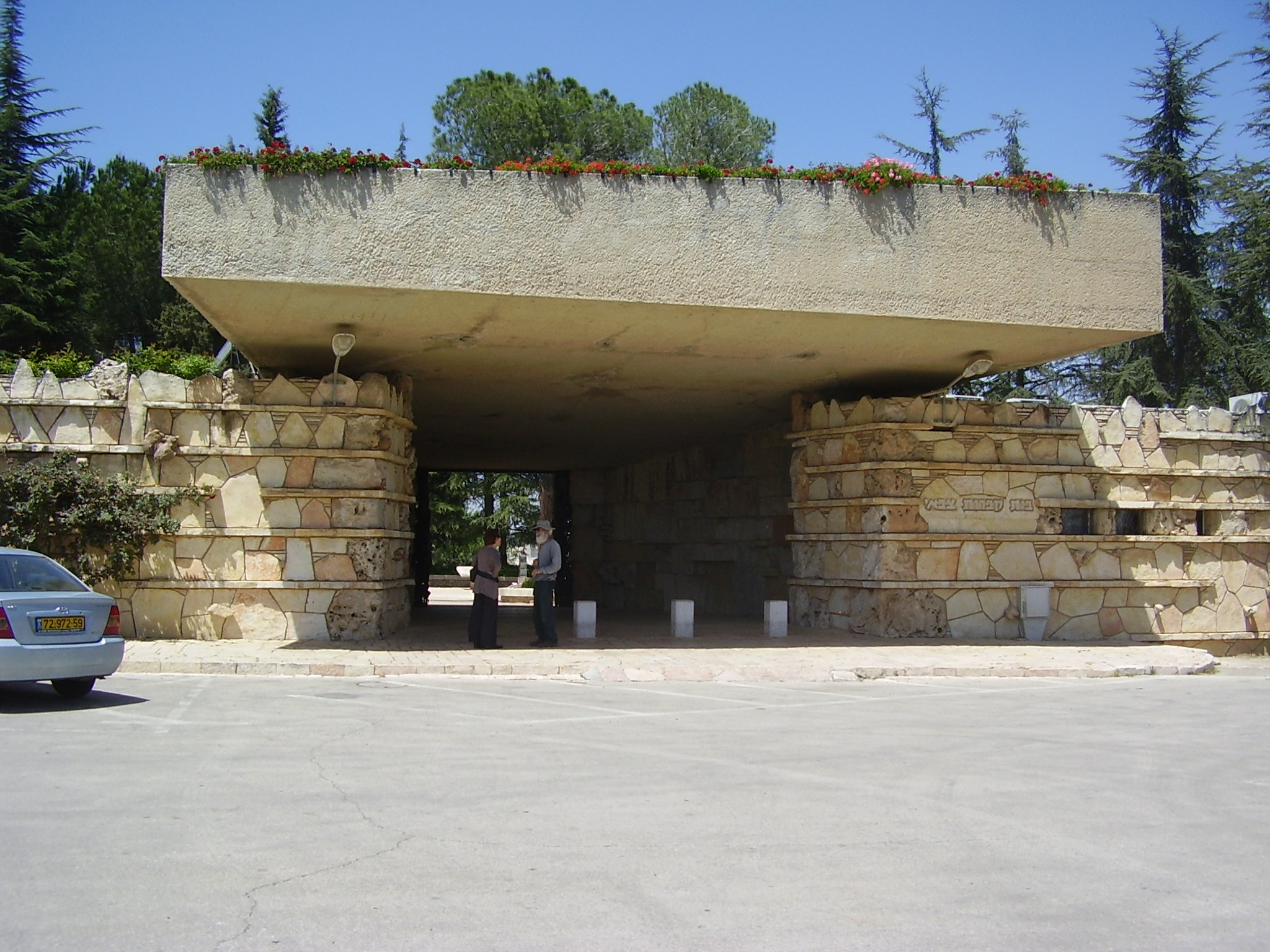
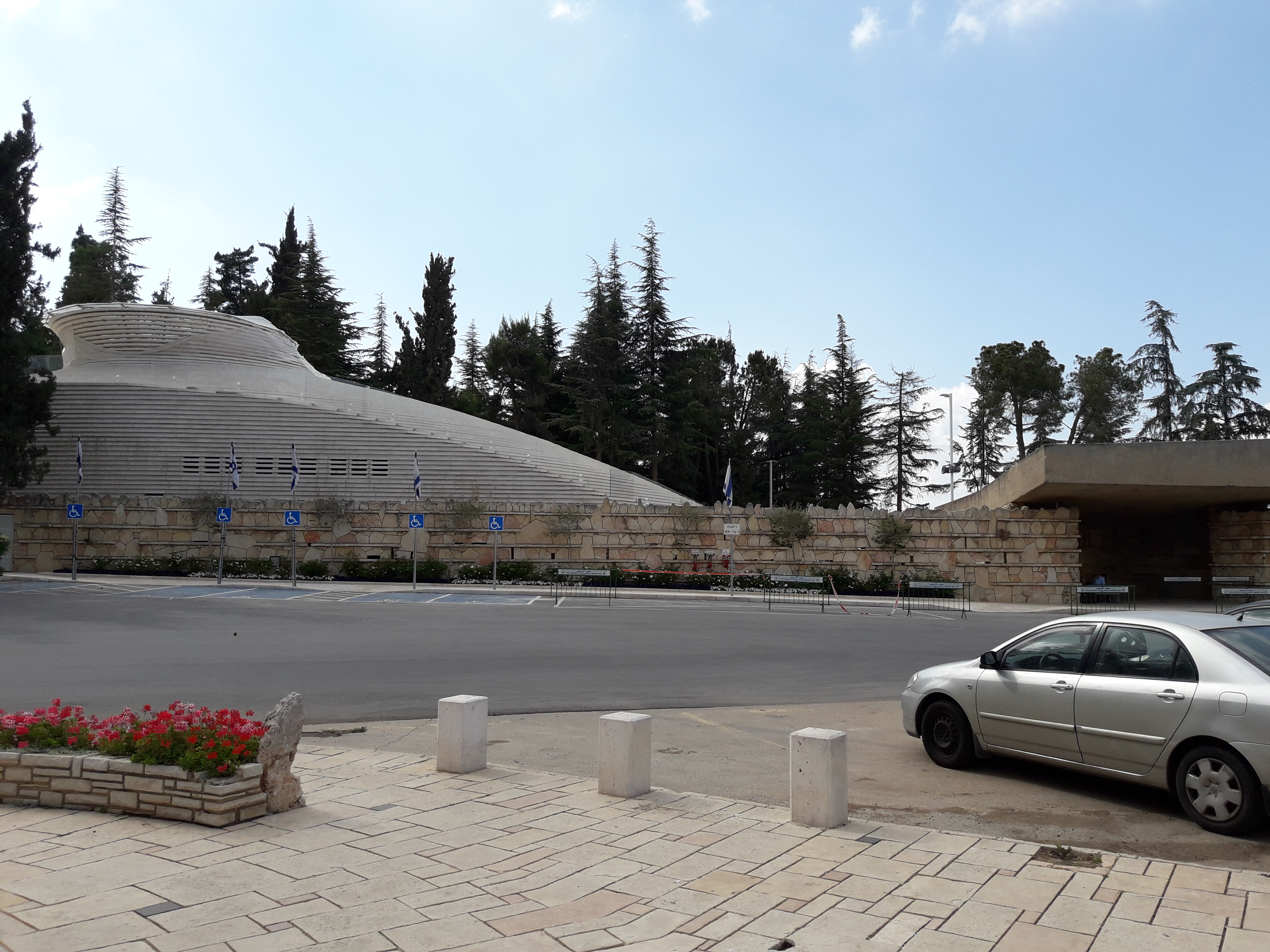
Hall Tưởng niệm Quốc gia Đài tưởng niệm chiến sĩ vô danh để mở vào năm 2015